# Църква за вълци
„Църква за вълци“ е български 12-сериен телевизионен игрален филм от 2004 година на режисьора Николай Ламбрев, по сценарий на Петър Анастасов, Николай Ламбрев и Николай Недялков. Оператор е Николай Лазаров. Музиката във филма е композирана от Кирил Дончев. Кастинг режисьор е Антония Владимирова. Художници на постановката са Соня Славчева, Розина Макавеева и Чайка Петрушева.

## Актьорски състав
- Михаил Мутафов – Господа
- Меглена Караламбова – Велика, жена на Стамен
- Васил Михайлов – Стамен
- Христо Мутафчиев – Лазар
- Анастасия Ингилизова – Венета, сестра на Асен, Йордан и Стамат
- Албена Георгиева – Леда, жена на Асен
- Стефан Попов – Стамат, брат на Асен Йордан и Венета
- Атанас Атанасов – Йордан, брат на Стамат, Асен и Венета
- Калин Сърменов – Асен, брат на Стамат, Йордан и Венета
- Елен Колева – Мая, дъщеря на Йордан
- Бойка Велкова – Соня, жена на Йордан
- Иван Ласкин – Златев
- Мария Статулова – Мария Секурова
- Вълчо Камарашев – Георги, баща на Лазар
- Марин Янев – Стоев
- Мария Топчева – Гергана
- Йордан Спиров – Стоил
- Йосиф Шамли – Гърдев, заместник-директор
- Мирослав Косев – Рангел
- Атанас Михайлов – Николай Стаменов – Нико, син на Асен и Леда
- Методи Атанасов – Димо
- Ани Стойчева – секретарка на Йордан
- Мила Бобчева – секретарка на Стоев (2 еп.)
- Митко Марков – Монев
- Димо Гълъбов – член на бюрото
- Олга Яневска – член на бюрото
- Георги Тошков – шофьор на камион (2 еп.)
- Венцислав Енчев – шофьор на Йордан (2 еп.)
- Десислава Бакърджиева – секретарката на министъра (еп.)
- Петьо Анастасов – Петьо